# Roderich Menzel
Roderich Ferdinand Ottomar Menzel (13. dubna 1907, Liberec – 17. října 1987, Mnichov, Spolková republika Německo) byl český amatérský tenista německé národnosti, po skončení aktivní kariéry působil v Západním Německu jako novinář, scenárista a spisovatel.

## Dětství
Narodil se v Liberci neboli Reichenbergu, jak se vyspělé průmyslové město v tehdejším Rakousko-Uhersku jmenovalo. Společně s rodiči a dvěma bratry bydlel v třípatrovém domě v ulici Römheldstraße 7 (dnešní Tatranská ul.). Jeho otec Ernst, který se narodil v rodině vedoucího sklářské hutě na Jizerce, se z místa poslíčka vypracoval až na spolumajitele obchodního zastoupení společnosti Felten & Guillaume (výrobce elektrotechniky a kabeláže, dnes součást nadnárodního koncernu Eaton) pro severní Čechy.
Už během studií na střední obchodní škole začal hrát závodně fotbal (jako brankář v týmu RSK Reichenberg) a už ve svých 16 letech (1923) nastoupil poprvé za seniorské mužstvo. Při vzpomínce na svou brankářskou kariéru Menzel často dával k dobrému úsměvnou historku o svém velkém vzoru, brankáři RSK Reichenberg, který se jmenoval Ende. V programu na zápas byly vždy zveřejňovány sestavy obou týmů a jméno brankáře domácího týmu bylo vždy až úplně dole. Často se tak stávalo, že si lidé mysleli, že na tom místě i celý program končí (Ende je něm. konec).
Stejně dobře jako ve fotbalu se mu vedlo i v tenisu, a tak se brzy musel rozhodnout, kterému sportu dá přednost. Zvítězil tenis a hned v roce 1925 se stal juniorským mistrem republiky. Těsně předtím se ještě musel vyrovnat s velkou rodinnou ztrátou, když mu v necelých 44 letech zemřel otec na infarkt v důsledku těžkého oboustranného zápalu plic.

## Sportovní život
V roce 1928 se poprvé kvalifikoval do hlavní soutěže ve Wimbledonu a v témže roce také poprvé nastoupil za Československo v Davisově poháru proti Švédsku, kde hned napoprvé vyhrál obě své dvouhry. Nebývale úspěšnou bilanci si v nejslavnější týmové soutěži udržel i nadále a když v roce 1938 nastoupil ke svému poslednímu zápasu v soutěži, mohl se pochlubit výjimečnou bilancí (61 výher / 23 proher), kterou až do dnešních dní ještě žádný jiný z československých nebo českých tenistů (ani Kodeš, ani Lendl) nepřekonal. Mezi jeho legendární Daviscupové zápasy patří především pětisetové bitvy s jeho velkým rivalem té doby, německým tenistou Gottfriedem von Crammem.
Četné úspěchy ale sbíral i na individuálních turnajích. V roce 1931 se stal vítězem jednoho z nejprestižnějších turnajů své doby Mezinárodní mistrovství Německa v Hamburku, když ve finále porazil Jaeneckeho 6-2, 6-2, 6-1. O rok později vyhrál nejprve další vysoce ceněný turnaj v Monte Carlu (porazil Rogerse 6-4, 7-5, 6-2), aby o pár týdnů později zaznamenal svůj první velkých úspěch na grandslamových turnajích, když se dokázal probojovat až do semifinále dvouhry French Open (prohrál s De Stefanim 3-6, 6-2, 5-7, 4-6). Svou výtečnou formu v tomto roce potvrdil ještě vítězstvím na turnaji na dvorcích známého Rot-Weiß klubu v Berlíně (v semifinále porazil von Cramma 6-3, 6-3, 6-4 a ve finale zvítězil nad Brugnonem 6-4, 6-3, 6-3).
O rok později mu von Cramm porážku oplatil a to hned ve finále dvou významných turnajů – v Berlíně a v Hamburku. Stabilní formu potvrdil i na Roland Garros a ve Wimbledonu, kde se v roce 1933 pokaždé dostal do čtvrtfinále (Cochet 5-7, 4-6, 1-6 a Vines 2-6, 4-6, 6-3, 3-6). I v roce 1934 jeho cesta na dvou nejproslulejších turnajích Grand Slamu skončila ve čtvrtfinále - na French Open – von Cramm 2-6, 3-6, 6-3, 6-3, 3-6) a ve Wimbledonu dokonce už ve 3. kole, zde ale svedl jednu z nejznámějších tenisových bitev všech dob, kdy až po velkém boji prohrál s Fredem Perrym (6-0, 3-6, 7-5, 4-6, 2-6). Chuť si spravil vítězstvím na mezinárodním mistrovství Československa (von Cramm 3-6, 6-1, 6-3, 6-2) a triumfem na vůbec nejstarším turnaji v Káhiře (Hughes 6-3, 6-4), který v následujících letech dokázal ještě čtyřikrát zopakovat.

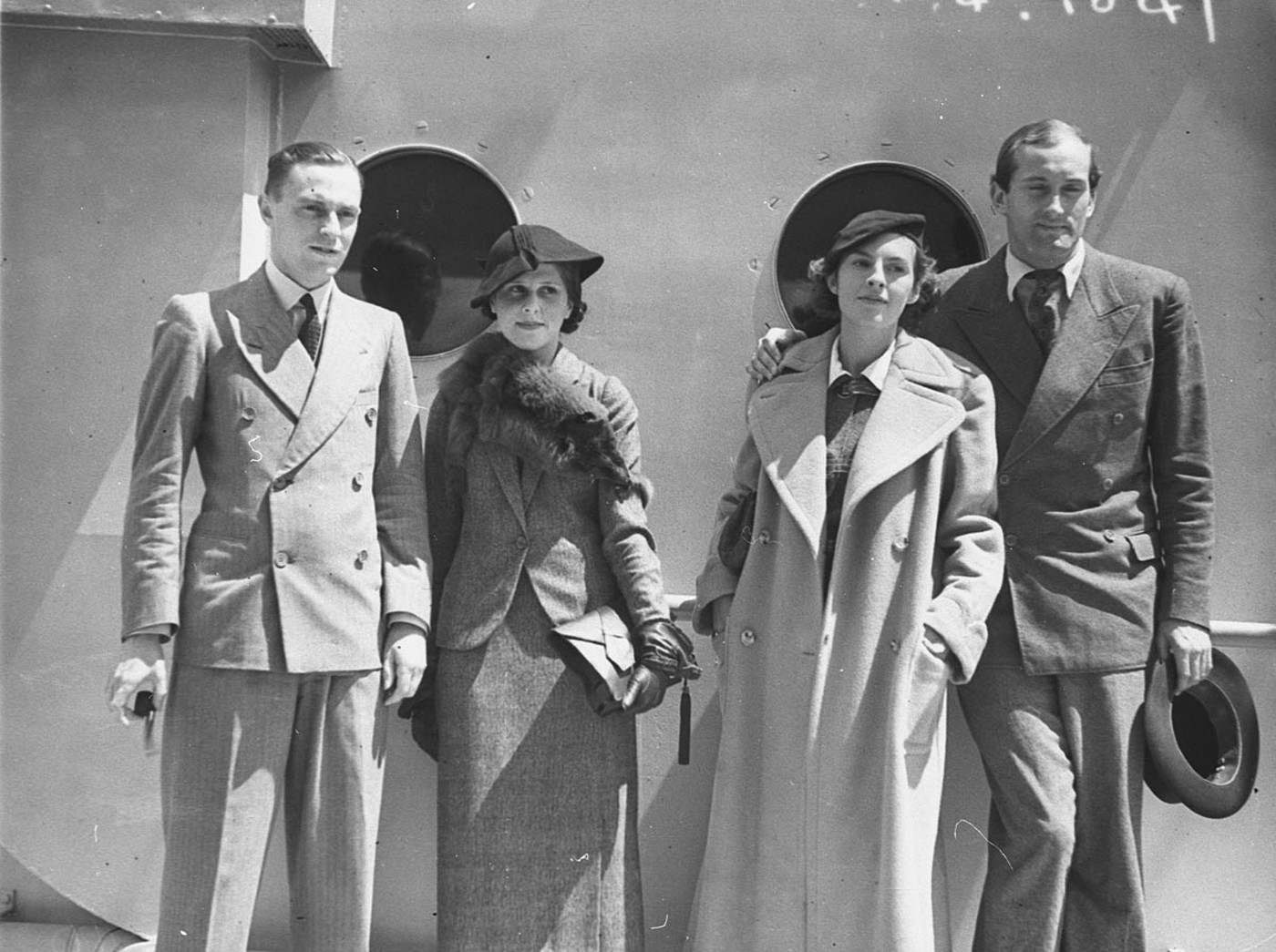
Příjezd tenisových hvězd na turnaje do Austrálie v létě 1934. Menzel se svou tehdejší ženou Bucky vpravo.

Ani rok 1935 nebyl výjimkou, když všechny jeho účasti na grandslamových turnajích skončily ve čtvrtfinále, na US Open už ve 4. kole. Velkým úspěchem je finále na turnaji v Los Angeles, kde prohrál s pozdějším držitelem Grand Slamu Donem Budgem 6-1, 9-11, 3-6. To byl ale na dlouhou dobu také jeho poslední úspěch. V roce 1936 se u něho objevily kolapsové stavy a následně i poruchy srdečního rytmu. Na více než rok se musel rozloučit se světem sportu. Převážná část léčby probíhala v lázních Gräfenberg (dnešní Lázně Jeseník) a byla natolik úspěšná, že se v roce 1937 mohl vrátit zpět na dvorce. Vyřazení hned v 1. kole Wimbledonu ale dávalo tušit, že to nebude nic lehkého. Zklamání částečně vynahradila účast ve wimbledonském semifinále čtyřhry, kam se probojoval se svým kolegou z reprezentace Ladislavem Hechtem.
Z dnešního pohledu je rozhodně zajímavé se dozvědět, jakým způsobem se u něj objevily první příznaky jeho zdravotních problémů. Poprvé ve čtvrtfinále French Open 1935 proti tehdejšímu hráči č. 2 světového žebříčku Bunny Austinovi, když se žíznivý při střídání stran omylem mocně napil ze soupeřovy skleničky, v které ale nebyla tolik očekávaná voda, ale gin (!). Okamžitě následovaly problémy s viděním, halucinace a také prohraný zápas. Této události on sám ale nepřikládal žádný zvláštní význam. Všechno se ale změnilo ve chvíli, kdy se obdobná situace opakovala o několik týdnů později, ve finále evropské části Davisova poháru proti Německu. V rozhodujícím zápase celého utkání, nastoupil proti von Crammovi. Ve vyrovnaném a napínavém zápase odvrátil ve čtvrtém setu dva mečboly, aby ho nakonec vyhrál 7-5 a srovnal stav zápasu na 2:2. Když se na začátku pátého setu ujal vedení 1-0, s von Crammem to nevypadalo dobře. Při střídání stran mu tehdejší prezident českého tenisového svazu Robětín nabídl skleničku šampaňského (!) se slovy „to tě posilní do finiše“. Po chvíli váhání se nakonec – také na doporučení týmového lékaře – napil, načež se opakovala úplně stejná situace jako na French Open. Ještě stačil málem vyhrát druhou hru, ale jakmile začal vidět rozmazaně postranní čáry, věděl, že je konec. Poslední set Menzel prohrál 1-6.
O rok později jsou ale všechny problémy rázem zapomenuty, to když se Menzel dokáže dostat až do finále French Open, kde podlehne Donu Budgeovi, který i díky tomuto vítězství ve stejném roce získává legendární Grand Slam. Menzelův úspěch ale trochu snižuje hromadná neúčast největších hvězd té doby. Perry odešel k profesionálům a dvojnásobného vítěze Roland Garros von Cramma zavřeli nacisté do vězení pro jeho homosexualitu.
V roce 1938 je na základě Mnichovské dohody rozhodnuto o tom, že Československo musí Německu podstoupit území Sudet, mimo jiné i jeho domov, čímž se také stal německým občanem. A tak když se v roce 1939 hrálo 1. kolo Davisova poháru, už nastupoval za svoji novou vlast, Německo. O pár měsíců později vypukla druhá světová válka a nejen na něj čekala dlouhá, neplánovaná pauza. Na rozdíl od svých kolegů z reprezentace měl štěstí a nemusel odejít na frontu (Henkel padl u Stalingradu, von Cramm raněn na ruské frontě). Válečná léta strávil jako zaměstnanec zahraničního vysílání Großdeutscher Rundfunk (Říšského rozhlasu). Po válce se ještě pokusil navázat na své někdejší úspěchy, ale s výjimkou několika vítězství na turnajích regionálního významu, bylo jasné, že se jeho sportovní kariéra chýlí ke konci.
Na tehdejší poměry měl neobyčejně vysokou postavu (191 cm), která ho přímo předurčovala k tehdy ještě ne příliš obvyklé hře síť-volej. Pověstný byl také jeho temperament, když např. odmítal hrát dokud nedobijí zvony nedalekého kostela nebo nepřestane brečet dítě v hledišti. Často také vášnivě „diskutoval“ s rozhodčím a diváky. Ti ho v semifinále mezinárodního mistrovství Itálie v Římě v roce 1935 dokázali rozzuřit natolik, že odešel z kurtu a už se nevrátil (Palmieri 6-4, 6-4, 2-0 nedohráno). I když nedokázal vyhrát žádný z grandslamových turnajů, jeho úspěchy v Davisově poháru a také na nejprestižnějších mezinárodních turnajích své doby ho řadí mezi tehdejší světovou tenisovou elitu.

## Cestování
Kromě sportu a psaní měl ještě jednu velkou vášeň – cestování. Často, jak sám tvrdí, byl rád, když byl vyřazen z nějakého turnaje, protože měl víc času na poznávání okolních krás. A když viděl něco výjimečného, často na to musel myslet i během následujícího zápasu.
Mezi jeho nejoblíbenější části světa patřila rozhodně Afrika a to nejen proto, že mezinárodní turnaj v Káhiře dokázal vyhrát hned 5x (!) po sobě. Byl to především Egypt, kde se cítil téměř jako doma. Káhira, pyramidy, Alexandrie, Luxor, Nil, Asuán – všechna ta místa na něho udělala pokaždé obrovský dojem. Často také vzpomínal na setkání se spoustou zajímavých lidí, např. s králem hadů, šejkem Mussou.
Menzel několikrát navštívil také Austrálii, která ale u něj podle všeho vyvolávala rozporuplné dojmy. Možná to mělo co do činění s konfliktem, který se odehrál při jednom zápase čtyřhry, kdy diváci, i když už byla dávno tma, nechtěli hráčům dovolit, aby zápas přerušili a dohráli druhý den. 'Hrajte dál, zaplatili jsme si!' Ani to mu ale nezabránilo v tom, aby procestoval celou Austrálii a následně i celou oblast Tichomoří (Samoa, Tahiti, Hawaii).
V létě 1935 zavítal do Indie – Kalkata, Bombaj, jízda na slonech, výpravy do džungle, setkání s maháradžou z Maisúru. Tato oblast mu obzvláště učarovala – „Maisúr má dvě nebe – jedno nade mnou a druhé pode mnou!“ Menzelovy další kroky směřovaly na Cejlon a do Japonska. Cestou zpět navštívil ještě Hongkong a Singapur.
Díky tenisu měl možnost poznat takřka celý svět. Ještě úplně jiný než jak ho známe dnes, na samém konci tzv. koloniální éry. Ostatně jak v autobiografii Liebe zu Böhmen nostalgicky vzpomínal on sám: „Hodně se změnilo od doby, co jsem daleké země navštívil.“

## Spisovatel
Už v době, kdy byl na samém vrcholu své sportovní kariéry, přispíval do mnoha novin a časopisů. Jednalo se nejen o články o sportu, ale také o postřehy z cest. Během své tenisové kariéry procestoval křížem krážem všechny světadíly, což v té době nebylo zrovna běžné.
Před druhou světovou válkou nejčastěji přispíval do Prager Tagblatt, kde jeho kolegy byly taková jména jako Egon Erwin Kisch nebo Max Brod. Nepřispíval jen do sportovní rubriky, psal také básně a za zmínku určitě stojí i to, že se v Prager Tagblatt po dva roky střídal s Hermannem Hessem a Karlem Čapkem při psaní sobotního fejetonu. Kromě tohoto významného pražského německého deníku psal i do BZ am Mittag a Vossische Zeitung. V roce 1931 vydal sportovní román Der weiße Weg, který vycházel také na pokračování v curyšském Sportu a dočkal se i českého vydání pod názvem Bílá cesta. Zanedlouho začínají vycházet také jeho další knihy, převážně z tenisového prostředí – Tennis ... wie ich es sehe! (1932), Tennis-Parade (1937) nebo Geliebte Tennispartnerin (1940). Plně se ale své spisovatelské vášni mohl oddat až po skončení sportovní kariéry.
Ve svém novém domově, bavorském Landshutu, psal knihy nejen o svých nejoblíbenějších sportech tenisu a fotbalu, ale začal se zajímat i o jiné žánry. Úspěchem byla lékařská kniha Triumph der Medizin (1950), která si získala obdiv dokonce i mezi odbornou veřejností (v Japonsku byla zařazena do povinné četby na lékařských fakultách). Mezitím se přestěhoval do Mnichova, kde potkal svou budoucí ženu, ilustrátorku Johannu Senglerovou, která jej přivedla na nápad začít psát knihy pro děti. Od začátku 60. let tak publikoval (některé pod pseudonymem Clemens Parma) řadu pohádek, básniček a pověstí, často pocházejících z jeho rodného kraje – Märchenreise ins Sudetenland (1967), Neue Rübezahl-Geschichten (1973) nebo Schlesische Märchen (1979). Velkou část jeho knih pro děti doprovodila ilustracemi jeho manželka – Pitt und das verzauberte Fahrrad (1963), Zotti der Bär (1966) nebo Der fliegende Teppich (1968). V roce 1963 získal v soutěži o nejlepší knihu pro děti, pořádanou Spolkovým ministerstvem pro vysídlené osoby, uprchlíky a oběti války, první cenu za knihu Die Buben am Hammersee. Své tvůrčí nadání uplatnil také v rozhlase, televizi a v divadle. V roce 1950 vyhrál společně s Josefem Mühlbergerem soutěž Nadace A. Stiftera za nejlepší drama. Jeho divadelní hra Rüberzahl v nastudování Schauspiel-Studio Iserlohn se hrála ve 43 německých městech.
Vzpomínky ale nechal naplno obživnout až ve své tvorbě ze 70. let 20. století. Nejprve v autobiografii Liebe zu Böhmen (1973), a potom v trilogii Die Tannhofs: Als Böhmen noch bei Österreich war (1974), Der Pulverturm (1977) a Die Sieger (1981), která je vrcholem jeho díla.[zdroj⁠?!] Na pozadí osudů jedné rodiny popisoval divoké proměny střední Evropy ve 20. století a naplno se vyznal ke svému obdivu k rakousko-uherské monarchii. Po dokončení trilogie se začátkem 80. let opět vrátil ke sportu a svou bohatou tvůrčí dráhu završil profily předních německých fotbalistů té doby: Die Großen des Sports: Toni Schumacher (1983) nebo Die Großen des Sports: Karl-Heinz Förster (1983).

## Dílo

### Básně
- Zwischen Mensch und Gott (1937)
- Lied am Brunnenrand (1953)

### Romány
- Ein Mann, wie neugeboren (1942)
- Die Männer sind so wankelmütig (1958)
- Die Tannhoffs 1: Als Böhmen noch bei Österreich war (1974)
- Die Tannhoffs 2: Der Pulverturm (1977)
- Die Tannhoffs 3: Die Sieger (1981)